# La Joya de Ahuacatlán
La Joya de Ahuacatlán är en ort i Mexiko.   Den ligger i kommunen Pinal de Amoles och delstaten Querétaro Arteaga, i den centrala delen av landet, 210 km norr om huvudstaden Mexico City. La Joya de Ahuacatlán ligger 1 496 meter över havet och antalet invånare är 255.
Terrängen runt La Joya de Ahuacatlán är bergig söderut, men norrut är den kuperad. Runt La Joya de Ahuacatlán är det ganska tätbefolkat, med 52 invånare per kvadratkilometer. Närmaste större samhälle är Jalpan, 10,7 km öster om La Joya de Ahuacatlán. I omgivningarna runt La Joya de Ahuacatlán växer i huvudsak blandskog.